# 塞尔日·坦基扬
塞尔日·坦基扬（英語：Serj Adam Tankian，1967年8月21日—），美籍和紐西蘭籍音乐家，生於亚美尼亚，身兼歌手、歌曲创作家、诗人、政治活动家及器乐家。他以墮落體制主唱、键盘手、吉他手的身分而知名。2002年，他与吉他手Tom Morello共同创建了非盈利政治活动组织“Axis of Justice”。他共发行了7张音乐专辑。他被评为第26位最伟大的金属乐队歌手。

## 專輯列表
在此列出的為以自身名義所發行的個人專輯
- Elect the Dead - 2007
- Music Without Borders - 2010